# Жан-Батіст Нотон
Жан-Батіст, барон Нотон (3 липня 1805 , Месансі, Валлонія  — 16 вересня 1881 , Берлін ) — бельгійський державний діяч і дипломат, шостий прем'єр-міністр країни.

## Біографія
Народився в Месансі у Люксембурзі 3 липня 1805 року, здобував освіту у Льєзькому університеті, й перебував у Люксембурзі, коли спалахнула Серпнева революція, проте став одним з членів комісії, створеної для складання конституції.
Нотона було обрано до національного конгресу, після чого його було призначено на посаду генерального секретаря міністерства закордонних справ.
Коли Вісімнадцять статей Лондонської угоди було замінено на двадцять чотири менш сприятливих для Бельгії, Нотон наполягав на їх дотриманні, і 1839 року зіткнувся із сильною опозицією у питанні територіальних поступок відносно провінції Лімбург та Люксембургу. Питання залишалось відкритим, допоки Нідерланди не відмовились визнати Двадцять чотири статті.
Його праця Essai historique et politique sur la révolution belge (1838) принесла йому премію Палмерстона і хрест Почесного легіону від французького короля Луї-Філіппа. 1837 року його було призначено на посаду міністра громадських робіт. Здебільшого завдяки його праці набула значного розвитку залізнична система країни, а також гірнича справа.
1840 року його було призначено на посаду посла Бельгії в Німецькій конфедерації, а наступного року, після падіння кабінету Лебо, він сформував власний кабінет, залишивши за собою посаду міністра внутрішніх справ. 1845 року зазнав поразки на виборах і залишив бельгійський парламент. Після цього обіймав низку дипломатичних посад до самої своєї смерті в Берліні 1881 року.